# Nombre 256
El nombre 256 (CCLVI) és el nombre natural que segueix el nombre 255 i precedeix el nombre 257.
La seva representació binària és 100000000, la representació octal 400 i l'hexadecimal 100.
La seva factorització en nombres primers és 28 = 256.